# Ямб
Ямб (грец. ἴαμβος iambus — напасник) — у силабо-тонічному віршуванні, поширеному в українській поезії, це двоскладова стопа із наголосом на другому складі (˘ /). У метричному (античному) віршуванні — це двоскладова стопа, що має короткий і довгий склад (˘ ¯).

## Структура
В ямбічному вірші ритмічний акцент припадає на парні (сильні) склади. Приклад віршового розміру, який складається з двоскладових стоп з наголосом на другому складі (Т. Шевченко «І виріс я на чужині»):
У віршах, написаних ямбом, окремі стопи можуть бути замінені пірихієм (˘ ˘), що урізноманітнює багатство віршової ритмомелодики. Найрідкіснішим в українській поезії є одностопний ямб:
Іду посеред поля я,
Іду;
Голівонька вже крутиться — :: Впаду,
Тоді надлине мавонька,
Як сон (…) (В. Поліщук).
Не часто трапляється й двостопний ямб. Його прикладом може бути строфа з поеми І. Драча «Смерть Шевченка», подовжена у третьому рядку гіпердактилічною клаузулою:
Вишневий цвіт: З вишневих віт: Вишневий вітер: Завіває з віт.
Тристопний ямб також не дуже поширений:
Заквіт осінній сум,
осінній сум заквіт.
На віях я несу: гаптований привіт —
і любій принесу,
прохатиму: візьми;
заквіт осінній сум — : заквітнемо і ми (В. Чумак).
Чотиристопний ямб, завдяки своїй гнучкості та місткості, — найуживаніший в українській поезії:
Яких іще зазнаю кар?
Якими нетрями ітиму:
Шляхами з Риму і до Криму:
Під гвалт і кпини яничар? (І. Світличний).
Часто спостерігається п'ятистопний ямб:
Гарячий день — і враз достигне жито:
І доп'яніють обважнілі грона.
Він ще незнаний, ще непережитий,
Єдиний день — мого життя корона (Олена Теліга).
Шестистопний ямб, що за кількістю складів відповідає александрійському віршеві, був улюбленим розміром київських «неокласиків», передовсім М. Зерова, хоч до нього зверталися й інші автори, зокрема Б.-І. Антонич:
Антонич був хрущем і жив колись на вишнях,
на вишнях тих, що їх оспівував Шевченко (…).
Семистопний ямб спостерігається серед вільних ямбів:
Зсуваються усе грізніше чорносизі хмари…
Стає на всій землі надто душно, темно, тяжко, млосно…
…І тоскно: В мінливім блискавок червонім миготінні (…) (А. Казка).
Восьмистопний ямб — крайній, помежовий у сучасній ритмо-метричній системі:
Струмує гімн рослин, що кличуть про нестримність зросту,
і серцю, мов по сьомій чарці, невисловно п'янко.
Від'їду вже. Тут був я тільки принагідним гостем.
До інших зір молитимусь і інших ждати ранків (Б.-І. Антонич).

### Ямб походить ще з Еллади
У Елладі ямбом називали жартівливі вірші, що виконувалися під акомпанемент музичного інструмента — ямбіке (перша версія походження назви). Джерела ямбічної лірики слід шукати в народних піснях, присвячених богині Дементрі. У «Гімні до Дементри» згадується ім'я служниці царя Келея Ямби, яка розвесилила, не знаючи, що це богиня, невтішну й сумну жінку (друга версія походження назви):
Так без усмішки сиділа, їства і питва не торкнувшись,
Смутком мучима тяжким за дочкою із поясом низьким.
Жвавим тоді жартуванням й дотепами гострими стала: Ямба багаторозумна богиню пречисту смішити:
Тож посміхнулась вона, засміялася й стала весела.
Так відтоді і лишилась їй любою в таїнствах Ямба.
(Переклад Н. Пащенко)
Жартівливо-веселі, часом не дуже скромного характеру ямбічні пісні стали обов'язковою складовою Елевсінських свят на честь богині Деметри. Вони виконувалися після закінчення закритої частини свят («Елевсінських містерій»), коли починалися загальнонародні торжества. Ім'ям міфічної дівчини назвали ліричні пісні, за змістом схожі з піснями Ямби, і розмір, який найкраще відповідав темпові розмовної мови, якою були складені вірші. Одним з найкращих представників ямбічної лірики Еллади був Архілох.
Серце, серце! Біди люті звідусіль тебе смутять — : Ти ж відважно захищайся, з ворогами поборись.
Хай на тебе скрізь чатує ворожнеча — завжди будь: Непохитне. Переможеш — не хвались відкрито цим,
Переможене — удома в самотині стримуй плач,
Радість є — радій не надто, є нещастя — не сумуй: Понад міру. Вмій пізнати зміни в людському житті.
(переклад Г. Кочура)
Пізніше ямб поступово виповнювався жанровим змістом, що в українській поезії засвідчили збірки С. Гординського «Слово на каменях. Римські ямби» (1937), М. Бажана «Ямби» (1940). Ямб вживається у формі вільного вірша як вільний ямб при різній кількості стоп у віршовому рядку та астрофічній будові, зберігаючи традиційне римування. Найчастіше такий ямб практикується в жанрі байки і тому називається байковим віршем. Ямб використовується й за відсутності римування в межах строфи, власне, у білих віршах:
(…) Коли нараз мені в чужому краї: не вистачить на подих України,
коли поміж небес та океанів: не втримають мене сріблисті крила, — : зостанеться гарячий попіл предків,
і я розвіюсь над широким світом: живучими пилинками землиці — : тієї, у якій коріння хліба,
тієї, у якій моє коріння
(П. Перебийніс).

## Джерело
- Літературознавчий словник-довідник за редакцією Р. Т. Гром'яка, Ю. І. Коваліва, В. І. Теремка. — К.: ВЦ «Академія», 2007
- Антична література В. І. Пащенко, Н. І. Пащенко — Київ «Либідь», 2001